# 쭤전구

쭤전 구의 위치

쭤전구(한국어: 좌진구, 중국어: 左鎮區, 병음: Zuǒzhèn Qū)는 중화민국 타이난시의 시할구이다. 넓이는 74.9025km2이고, 인구는 2015년 8월 기준으로 5,089명이다.

## 지리
쭤전 향은 타이난시의 남동부에 위치하고 북쪽은 위징 구, 산상 구와, 동쪽은 난화 구와, 서쪽은 신화 구와, 남쪽은 룽치 구, 가오슝시 네이먼 구와 접하고 있다. 산간부에 위치해 평지가 적은 지세이다.

## 역사
쭤전 구는 옛날에는 시라야족 신항사의 일파인 탁후사(卓猴社)의 거주지였다. 정성공 시대부터 한족의 이주가 진행되게 되어, 병영도 설치되었지만 지세가 험하기 때문에 지구의 좌우에 설치된 것에서 좌진(左鎮)이라는 명칭이 두어졌다. 일본 통치 시대 초기에는 외신화남리(外新化南里)가 두어졌고 1920년의 타이완 지방제 개편 때 이곳에 사친 장(左鎮庄)이 설치되어 다이난 주 신화 군의 관할이 되었다. 전후에는 타이난 현 쭤전 향으로 고쳐져 현재에 이르고 있다.